# FutureSex/LoveShow
FutureSex/LoveShow é a terceira turnê do cantor americano pop, Justin Timberlake. A turnê divulgou o seu segundo álbum, FutureSex/LoveSounds. Com ela, ele ganhou o seu primeiro Globo de Ouro Solo. A turnê passou pela América do Norte, Europa, Ásia e Oceania.

## Aberturas durante a turnê
- P!nk (América do Norte) (datas selecionadas)
- Good Charlotte (América do Norte) (datas selecionadas)
- Fergie (América do Norte) (datas selecionadas)
- Unklejam (Europa) (datas selecionadas)
- Kenna (Europa) (datas selecionadas)
- Natasha Bedingfield (Europa) (datas selecionadas)
- Esmee Denters (Europa) (datas selecionadas)
- Paris Wells (Austrália) (datas selecionadas)

## Setlist
1. "FutureSex/LoveSound"
2. "Like I Love You"
3. "My Love" (contém fragmentos de "Let Me Talk to You (Prelude)")
4. "Señorita"
5. "Sexy Ladies"
6. "Until the End of Time"
7. "What Goes Around...Comes Around"
8. "Chop Me Up"
9. "Rock Your Body"
10. "Set the Mood (Prelude)" (intervalo instrumental)
11. Medley: "Gone", "Take It from Here", "Last Night"
12. "Damn Girl"
13. "Summer Love"
14. "Losing My Way"
15. "Cry Me a River"
16. "LoveStoned/I Think She Knows (Interlude)"
17. Encore: "SexyBack", "(Another Song) All Over Again"